# Opsius gorgonum
Opsius gorgonum är en insektsart som beskrevs av Lindberg 1958. Opsius gorgonum ingår i släktet Opsius och familjen dvärgstritar. Inga underarter finns listade i Catalogue of Life.